# Паспорт САР Гонконг
Паспорт специального административного района Гонконг (или Паспорт САР Гонконг, иер. трад. 香港特別行政區護照, англ. Hong Kong Special Administrative Region passport) — паспорт, выдаваемый жителям Гонконга при наличии у них китайского гражданства. В связи с тем, что в Гонконге два официальных языка — английский и китайский, — паспорт является двуязычным (и на английском, и на китайском с традиционными иероглифами).
Паспорт специального административного района Гонконг отличается от Паспорта гражданина Китайской Народной Республики, который выдаётся жителям континентального Китая.

## Название паспорта
На английском, паспорт официально называется Hong Kong Special Administrative Region People's Republic of China passport, на китайском 中華人民共和國香港特別行政區護照, и на русском Паспорт специального административного района Гонконг Китайской Народной Республики
Альтернативно, коротко также называется как просто Hong Kong Special Administrative Region passport, 香港特別行政區護照, Паспорт специального административного района Гонконг

## Внешний вид
Обложка паспорта выполнена в темно-синем цвете с надписями на английском и китайском языках в золотом тиснении. Паспорт содержит 32 страницы, включая машиночитаемую страницу с личными данными о владельце.

### Страница идентификации
Содержит следующую информацию о владельце паспорта:
- Фото владельца паспорта (40х50мм на белом фоне)[6]
- Тип паспорта (P)
- Код страны, выдавшей паспорт (CHN - Китай)
- Номер паспорта
- Фамилия
- Имя
- Национальность
- Дата рождения
- Пол
- Место рождения
- Дата выдачи
- Дата окончания срока
- Орган, выдавший документ[7]

## Визовые требования

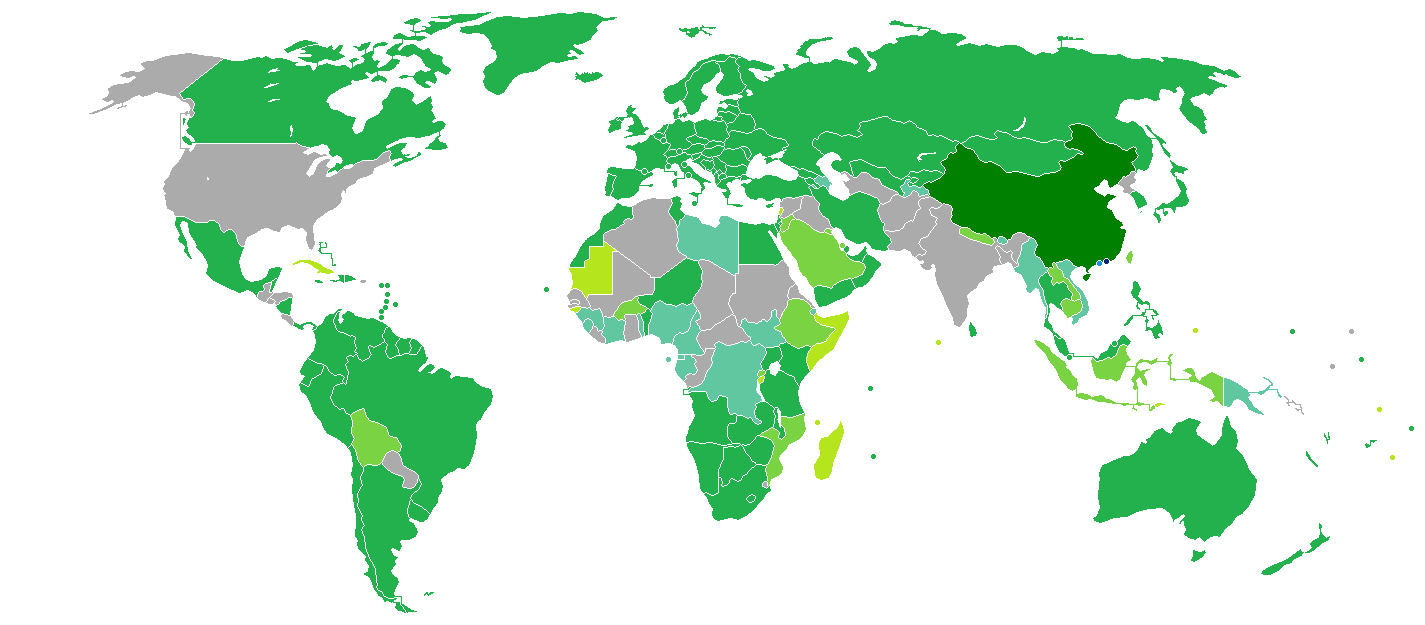
Визовые требования для владельцев гонконгского паспорта
Гонконг
Путешествия по ID-карте
Путешествия по разрешению на поездки континентального Китая
Безвизовый режим
Виза по прибытии
eVisa
Виза по прибытии либо онлайн
Требуется виза

Владельцы гонконгского паспорта могут въехать без визы в большее число стран, чем владельцы паспорта Макао и гораздо большее, чем владельцы обычного китайского паспорта. По данным Департамента иммиграции Гонконга, по состоянию на 26 января 2023 года 171 страна и территория предоставляют владельцам паспортов САР Гонконг либо безвизовый режим, либо визу по прибытии.

### Поездки внутри КНР

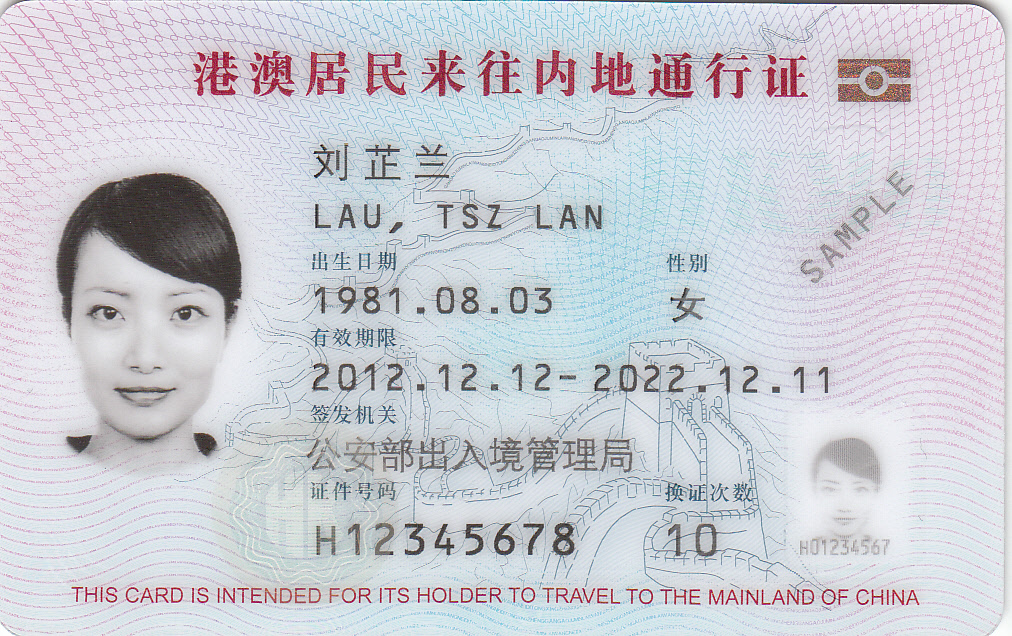
Образец карты разрешения на поездки в континентальный Китай для жителей Гонконга и Макао.

В Макао гонконгец может въехать свободно, оформив 7-дневную (по паспорту) или годовую (по карточке постоянного резидента) визу по прибытии. Для въезда в континентальный Китай гонконгцу необходимо специальное разрешение на поездки в континентальный Китай для жителей Гонконга и Макао, выдаваемое местным представительством МИД КНР.

## История
До передачи Гонконга КНР в 1997 году, жители Гонконга по статусам гражданства Великобритании: гражданин Британских заморских территорий и британский гражданин (за рубежом) владели британские проездные документы.
После 1997 года, все постоянные жители китайцы получили паспорт специального административного района Гонконг и вместе с гражданством КНР. Жители которые сохранили бывший статус британского гражданина (за рубежом), до сих пор владеют специальным документом так называемый Паспорт британского гражданина (за рубежом), который отличается паспорта гражданина Великобритании.